# Dorothea Puente
Dorothea Helen Puente, rozená Grayová (9. ledna 1929 – 27. března 2011) byla americká sériová vražedkyně. V 80. letech 20. století provozovala penzion pro seniory v Sacramentu v Kalifornii, kde zabila několik starých či mentálně postižených klientů, aby získala jejich finanční prostředky. Na jejím kontě je devět vražd; za tři byla odsouzena a porota trvala na dalších šesti. Tisk o ní psal jako o majitelce domu smrti.

## Život
Dorothea Helen Grayová se narodila 9. ledna 1929 v Redlands v Kalifornii. Její matkou byla Trudy Maeová (rozená Yatesová) a otcem Jesse James Gray. Z dětství si odnesla traumata; oba její rodiče byli alkoholici a její otec se pokoušel spáchat sebevraždu přímo před očima svých dětí. V roce 1937 její otec zemřel na tuberkulózu; její matce byly následně v roce 1938 odebrány všechny děti z péče. Ke konci roku zemřela při nehodě na motocyklu. Dorothea a její sourozenci byli umístěni do sirotčince, kde bývala sexuálně napadána.
Dorothea se poprvé provdala v roce 1945 ve svých šestnácti letech za vojáka jménem Fred McFaul, který se právě vrátil po druhé světové válce z Tichomoří. Společně měli dvě děti, které Dorothea porodila mezi letech 1946 a 1948. První dceru poslala ke svým příbuzným v Sacramentu a druhou dala k adopci. Fred ji v roce 1948 opustil poté, co potratila.
Na jaře roku 1948 byla Dorothea zatčena v Riverside za nákup dámských doplňků padělanými šeky. Byla obviněna a uznána vinnou ve dvou bodech padělání, za což si odpykala čtyři měsíce ve vězení a dostala tříletou podmínku. Půl roku po propuštění opustila město.
V roce 1952 se Dorothea provdala v San Franciscu za námořníka Axela Brena Johanssona. Vytvořila si falešnou identitu a vystupovala jako Teya Singoalla Neyaarda. Tvrdila o sobě, že je muslimka egyptského a izraelského původu. Toto manželství bylo bouřlivé; Dorothea využívala Axelovy časté nepřítomnosti díky jeho mořským plavbám, zvala si do domu cizí muže a za manželovy peníze se věnovala gamblerství.
V roce 1960 byla Dorethea v Sacramentu zatčena za vlastnění a provozovaní nevěstince, který vydávala za účetní firmu. Byla shledána vinnou a odsouzena na 90 dní v místní věznici. V roce 1961 umístil Axel Doretheu po záchvatech pití alkoholu, lhaní, kriminálním chování a pokusech o sebevraždu do psychiatrického zařízení. Během pobytu v léčebně ji doktoři diagnostikovali jako patologickou lhářku s nestabilní osobností.
Axel a Dorothea se rozvedli v roce 1966. Dorothea ještě nějakou dobu užívala příjmení Johansson. Změnila si identitu na Sharon Johanssonovou, aby skryla své předešlé delikty a vydávala se tentokrát za křesťanku. Svou pověst si vybudovala jako pečovatelka, která poskytuje mladým ženám bezplatně útočiště před chudobou a zneužíváním.
V roce 1967 se Dorothea provdala za Roberta Jose Puenteho. Po šestnácti měsících se pár rozešel, jako hlavní příčinu uvedla Dorothea domácí násilí. V roce 1968 se pokusila Robertovi žádost o rozvod, ale ten uprchl do Mexika. Rozvod byl dokončen až v roce 1973. Pár spolu i nadále udržoval poměr, v roce 1975 podala Dorothea na Roberta žalobu. Dorothea poté užívala příjmení Puente více než 20 let.
Po rozvodu se Dorothea pokusila v Sacramentu vést vlastní penzion. Prosadila se jako skutečný zdroj pro komunitu na pomoc alkoholikům, bezdomovcům a duševně nemocným lidem pořádáním setkání anonymních alkoholiků a pomáháním jednotlivcům přihlásit se k pobírání dávek sociálního zabezpečení. Změnila tím mínění veřejnosti o její osobě a stala se respektovanou starší pomocnicí tím, že si oblékala vintage oblečení, nosila velké babičkovské brýle a nechala si zešedivět vlasy. Seznámila se Pedrem Angelem Montalvem, se kterým nejspíš uzavřela sňatek. Ten ji však po týdnu opustil.
V roce 1978 byla Dorothea obviněna a odsouzena za nezákonné proplacení třiceti čtyř státních a federálních šeků, které patřily jejím nájemníkům. Dostala pětiletý podmínečný trest a bylo jí nařízeno zaplatit 4 000 dolarů v restituci.

## Vraždy
V dubnu roku 1982 se v bytě nad schodišti domu Dorothei usadila třiapadesátiletá Ruth Munroe, která ale krátce nato zemřela na předávkování kodeinem nebo paracetamolem. Dorothea řekla policii, že žena byla ve velkých depresích, jelikož byl její manžel vážně nemocný. Uvěřili jí a případ uzavřeli jako sebevraždu.
O pár týdnů později se do domu policie vrací. Čtyřiasedmdesátiletý Malcolm McKenzie obvinil Dorotheu z užívání drog a krádeží jeho majetku. 18. srpna 1982 byla Dorothea odsouzena za tři krádeže na pět let vězení. Zde započala korespondenci s Eversonem Gillmouthem, sedmasedmdesátiletým seniorem z Oregonu. Během jejich dopisování přátelství přerostlo ve vztah. Dorothea byla za dobré chování propuštěna již v roce 1985. Everson ji čekal před budovou věznice, kde pro ni přijel červeným pickupem značky Ford. Netrvalo dlouho a pár začal plánovat svatbu.
V listopadu roku 1985 si Dorothea najala muže jménem Ismael Florez, aby v jejím bytě nainstaloval dřevěné obložení. Za práci si účtoval 800 dolarů. Dorothea mu namísto toho nabídla červený pickup, který patřil jejímu příteli z Los Angeles, který jej momentálně nepotřebuje. Požádala Floreze, aby postavil skříň o rozměrech 6 × 3 × 2 stopy, kam by se ukládaly „knihy a další předměty“. Poté požádala Floreze, aby převezl naplněnou, zapečetěnou krabici do skladu. Florez souhlasil, jelikož se mu nabídka auta zamlouvala.
Puente řekla Florezovi, aby zastavil, když byli na Garden Highway v okrese Sutter, a vysypal krabici „haraburdí“ na břeh řeky na neoficiální skládku domácího odpadu. Dne 1. ledna 1986 si rybář u řeky všiml něčeho, co vypadalo jako rakev a zavolal policii. Vyšetřovatelé otevřeli krabici a našla tělo ve vysokém stádiu rozkladu, které identifikovali jako staršího muže. Mezitím Dorothea nadále vedla penzion a psala jeho rodině dopisy, ve kterých se vydávala za Eversona a tvrdila v nich, že se neozýval, protože byl velmi nemocný. Během toho času přijala do domu dalších 40 nájemníků. Tělo Eversona se nedařilo identifikovat ještě další tři roky.
Dorothea nadále pokračovala v ubytovávání starších nájemníků a mezi místními sociálními pracovníky byla velmi oblíbená. Často totiž do svých bytů ubytovávala i drogově závislé nebo násilníky. Vybírala měsíční poštu nájemníků a četla ji dříve, než ji viděli. Důchody jim nevyplácela celé, zbytek si nechávala. Během tohoto období ji zaměstnanci úřadu pro podmínečné propuštění navštívili nejméně patnáctkrát; ačkoli jí bylo nařízeno držet se dál od starších lidí, nikdy nebylo zaznamenáno žádné porušení.
Mezi sousedy začalo panovat podezření, když Dorotea přijala do svého domu alkoholika, známého pod přezdívkou „náčelník”, jako údržbáře. Ten měl za úkol ve sklepě kopat díru a hlínu vyvážel na kolečkách ven. Od té doby byla podlaha sklepa pokryta betonovou vrstvou. Později to stejné následovalo v zahradním domku. Krátce po dokončení této práce „náčelník” zmizel.

## Zatčení a uvěznění
Dne 11. listopadu 1988 se policie v domě Dorothei začala vyptávat na nájemníka Alvara Montoyu, vývojově postiženého muže se schizofrenií, jehož pohřešoval jeho sociální pracovník. Policie si při prohlídce domu všimla čerstvě narušené půdy. Při ohledání tohoto místa bylo nalezeno tělo osmasedmdesátileté Leony Carpenterové. Na pozemku Dorothei bylo nalezeno ještě dalších sedm těl.
Dorothea byla obviněna z devíti vražd; svého přítele Eversona Gillmoutha a osmi nájemníků, kteří žili v jejím domě: Ruth Munroe, Leony Carpenterové, Alvara Gonzalese Montoyi, Dorothy Millerové, Benjamina Finka, Jamese Gallopa, Very Faye Martinové a Betty Palmerové. Podle vyšetřovatelů byla většina jejích obětí předávkována léky a drogami. Dorothea je následně zabalila do prostěradla a plastového pytle, poté je zakopávala na své zahradě.
Během počátečního vyšetřování nebyla Dorothea hlavní podezřelou a bylo jí dovoleno opustit nemovitost, údajně si šla koupit šálek kávy do nedalekého hotelu. Namísto toho uprchla do Los Angeles, kde se spřátelila s postarším mužem v baru. Muž ji však poznal, viděl její fotografii v televizních zprávách. Kontaktoval místní úřady a ty ji okamžitě zatkly.
Po udělení návrhu na změnu místa konání, který podali právníci Dorothei Kevin Clymo a Peter Vlautin III., převedl soudce proces do okresu Monterey. Proces započal v říjnu roku 1992 a ukončen byl o rok později. Žalobce John O'Mara byl vedoucím oddělení vražd v kanceláři okresního prokurátora okresu Sacramento.
O'Mara nechal předvolat 130 svědků; argumentoval před porotou tím, že Dorothea použila prášky na spaní, aby uspala své nájemníky, poté je udusila a najala trestance, aby vykopali díry na jejím dvoře. Dotothein právník Clymo uzavřel svou závěrečnou řeč tím, že ukázal obrázek běžně používaný v psychologii, na který lze nahlížet různými způsoby, a řekl: „Mějte na paměti, že věci nejsou vždy takové, jak se zdají.“ Porota jednala víc než měsíc a nakonec shledala Dorotheu vinnou ze tří vražd. Porota uvízla na mrtvém bodě 11:1 kvůli odsouzení ve všech bodech obžaloby. Osamocený hlasující nakonec souhlasil s odsouzením za dvě vraždy prvního stupně, včetně zvláštních okolností, a jednu vraždu druhého stupně. Trestní fáze stíhání byla ovlivněna jejími předchozími odsouzeními, která přednesl O'Mara.

## Rozsudek
Dorothea Puente byla odsouzena za tři vraždy, porota trvala na dalších šesti vraždách. Po několika dnech jednání uvízla porota na mrtvém bodě 7:5; soudce Michael J. Virga prohlásil, že je porota špatná, když vydala stanovisko, že další jednání nezmění její názor. Dorothea dostala trest doživotí bez možnosti podmínečného propuštění. Uvězněna byla v kalifornské ženské věznici ve městě Chowchilla. Po zbytek svého života trvala na své nevinně a na tom, že všichni její nájemníci zemřeli „přirozenou smrtí“.

## Smrt
Dorothea Puente zemřela 27. března 2011 ve věku 82 let přirozenou smrtí.